# Леспезь (Вилча)
Леспезь, Леспезі (рум. Lespezi) — село у повіті Вилча в Румунії. Адміністративно підпорядковане місту Римніку-Вилча.
Село розташоване на відстані 155 км на північний захід від Бухареста, 1 км на північ від Римніку-Вилчі, 99 км на північний схід від Крайови, 112 км на південний захід від Брашова.

## Населення
За даними перепису населення 2002 року у селі проживали 459 осіб.
Національний склад населення села:
| Національність | Кількість осіб | Відсоток |
| -------------- | -------------- | -------- |
| румуни         | 429            | 93,5%    |
| цигани         | 29             | 6,3%     |

Рідною мовою назвали:
| Мова      | Кількість осіб | Відсоток |
| --------- | -------------- | -------- |
| румунська | 429            | 93,5%    |
| циганська | 30             | 6,5%     |